# Zankeltrad
Zankeltrad ist ein Gemeindeteil der bayerischen Marktgemeinde Eslarn im Landkreis Neustadt an der Waldnaab, Regierungsbezirk Oberpfalz.

## Geographische Lage
Die Einöde Zankeltrad liegt rund einen Kilometer nördlich von Eslarn auf dem Nordhang des 568 m hohen Eslarner Kalvarienberges. Durch den Ort führt die Staatsstraße 2154. 
Die Nachbarorte sind im Osten Büchelberg, im Süden Eslarn und im Westen Thomasgschieß.
Bei Zankeltrad wurde früher Quarz zur Straßenschotterung abgebaut, der sich hier als Felsen in Haushöhe über die Umgebung erhob. Der Quarzgang zieht sich ausgehend von Kreuth über den Kalvarienberg durch das Zanklholz nach Hagendorf und biegt dort nach Westen ab, wo er in Pleystein den Rosenquarzfelsen bildet. Er setzt sich fort über Roggenstein und endet in Neustadt an der Waldnaab.

## Geschichte
Zum Stichtag 23. März 1913 (Osterfest) wurde Zankeltrad als Teil der Pfarrei Eslarn mit 1 Haus und 4 Einwohnern aufgeführt.
Am 31. Dezember 1990 hatte Zankeltrad 8 Einwohner und gehörte zur Pfarrei Eslarn.

## Denkmäler
In die Liste der Baudenkmäler in Eslarn sind für Zankeltrad zwei Objekte eingetragen:
- Bildstock an der Staatsstraße 2154, um 1900
- Wegkreuz, bezeichnet mit „1888“